# Ictonyx striatus
La zorilla comune (Ictonyx striatus (Perry, 1810)), nota anche come zorilla del Capo, è un carnivoro della famiglia dei Mustelidi (Mustelidae) che vive in Africa. Appartiene alla sottofamiglia Ictonychinae ed è quindi strettamente imparentata con i grigioni. Il suo aspetto e comportamento presentano molti parallelismi con quelli delle moffette americane, che tuttavia vengono collocate in una famiglia a parte e non appartengono ai Mustelidi.

## Descrizione
Le zorille hanno delle strisce bianche e nere sul dorso che sono caratteristiche anche delle moffette. La parte inferiore del corpo è nera. Anche la faccia è nera, con macchie bianche sulla fronte e sulle guance. La coda, prevalentemente bianca, è lunga e folta. Questi animali presentano una lunghezza testa-corpo di 28-39 centimetri, una lunghezza della coda di 20-30 centimetri e un peso di 0,4-1,4 chilogrammi, con i maschi significativamente più pesanti delle femmine.

## Distribuzione e habitat
Le zorille vivono in tutta l'Africa a sud del Sahara: il loro areale si estende dalla Mauritania al Sudan e a sud fino al Sudafrica. Sono presenti in un'ampia varietà di habitat, come savane, semi-deserti e foreste pluviali.

## Biologia

### Comportamento
Le zorille sono quasi esclusivamente notturne. Utilizzano le fessure nelle rocce o le tane abbandonate da altri animali come luoghi di riposo, ma a volte scavano anche da sé le proprie tane. Vivono principalmente sul terreno, ma sanno anche nuotare e arrampicarsi. La loro postura durante la caccia, con la schiena piegata e la coda distesa, ricorda quella delle manguste. Le zorille conducono un'esistenza solitaria ed evitano il contatto con i conspecifici al di fuori della stagione degli amori.
Se una zorilla viene attaccata, prima emette dei sibili, rizzando il pelo e alzando la coda. Se ciò non basta, si gira e spruzza una secrezione prodotta dalle sue ghiandole anali contro l'aggressore. Questa secrezione viene espulsa in grande quantità e ha un odore forte e penetrante. A volte, in caso di aggressione, questi animali fingono anche di essere morti.

### Alimentazione
Le zorille sono prevalentemente carnivore. Danno la caccia a piccoli roditori come topi, ratti e lepri saltanti, oltre a uccelli, lucertole, serpenti e insetti. A volte irrompono anche nei pollai, facendo stragi di pollame.

### Riproduzione
Dopo un periodo di gestazione di circa 36 giorni, la femmina dà alla luce la sua prole tra settembre e dicembre. I neonati, da uno a tre, sono inizialmente glabri e ciechi. Aprono gli occhi a circa 40 giorni e vengono svezzati dopo circa quattro mesi.

## Rapporti con l'uomo
Come cacciatrici di ratti e topi, le zorille vengono considerate animali utili in Africa, anche se a volte uccidono il pollame. In alcuni luoghi vengono anche tenute come animali domestici, quasi sempre dopo la rimozione delle ghiandole anali.

## Conservazione
Nel complesso la zorilla comune è molto diffusa e non è in pericolo di estinzione. Di conseguenza, l'Unione internazionale per la conservazione della natura (IUCN) la elenca come «specie a rischio minimo» (Least Concern) nella Lista Rossa delle specie minacciate.